# Exorista sorbillans
Exorista sorbillans är en tvåvingeart som först beskrevs av Christian Rudolph Wilhelm Wiedemann 1830.  Exorista sorbillans ingår i släktet Exorista och familjen parasitflugor. Inga underarter finns listade i Catalogue of Life.